# Härjedalspipa
Härjedalspipan är en spaltflöjt som kan liknas vid en variant av spilåpipan med aningen mjukare ljud och endast sex fingerhål. Till skillnad från spilåpipan har härjedalspipan cylindrisk borrning. Modellen härstammar som namnet antyder från Härjedalen och den viktigaste traditionsbäraren på instrumentet är kanske Olof Jönsson (1867–1953), kallad Ol'Jansa, i Överberg, Härjedalen . Liknande flöjter med sex fingerhål har använts på andra håll i samma område, exempelvis offerdalspipa och laxvikenpipa i Jämtland. Tillverkningssättet har bevarats tack vare Oskar Olofsson i Lillhärdal som i sin tur fört vidare sin kunskap till Gunnar Stenmark som idag bedriver tillverkning professionellt. Olof Jönsson och hans bror Jonas deltog vid spelmanstävlingen i Sveg 1909 där Nils Hägg tecknade upp tre låtar efter bröderna.

Spelpipa av okänd tillverkning av "Härjedalspiptyp"

Den traditionella Härjedalspipan är stämd i en skala med aiss som grundton. Ett stort antal pipor har hittats med denna stämning och det verkar inte vara en slump. Härjedalspipan har en skala som innehåller många blå toner eller kvartstoner. Skalan i den traditionella modellen är: Aiss, C-20, D+35, Diss, F, G-20, A (där siffrorna markerar avvikelsen i cent från den tempererade tonhöjden). På senare år har renstämda durpipor och pipor med den traditionella skalan transponerad till A börjat tillverkas.